# Was geschah mit Bus 670?
Was geschah mit Bus 670? (Originaltitel Sin señas particulares, internationaler englischsprachiger Titel Identifying Features) ist ein Filmdrama von Fernanda Valadez, das im Januar 2020 beim Sundance Film Festival seine Premiere feierte und am 10. Februar 2022 in die deutschen Kinos kam.

## Handlung
Jesús hat sich lange nicht mehr Zuhause gemeldet. Als mehrere Monate nachdem er sich mit seinem Freund Rigo auf den Weg in Richtung US-amerikanischer Grenze gemacht hat, dessen Leiche auftaucht, fehlt auch von Jesús jegliches Lebenszeichen. Magdalena, die Mutter des Teenagers, macht sich trotz aller Warnungen auf die Suche nach ihrem Sohn. Sie vermutet, dass er ums Leben kam, als der Bus, mit dem sie zur Grenze unterwegs waren, überfallen wurde.
Sie begibt sich von Guanajuato aus in den Norden Mexikos, eine der gefährlichsten Regionen der Welt, und findet sich in einer weitgehend entvölkerten Gegend, geprägt von Gewalt herrschender Banden, in der Nähe der US-amerikanischen Grenze wieder. Im Niemandsland, der „Todeszone“, begegnet sie vielen, die angesichts der herrschenden Gewalt schweigen, aber auch einigen, die ihr unter der Hand Informationen geben, die es ihr ermöglichen, die Suche fortzusetzen.

## Produktion
Es handelt sich bei Was geschah mit Bus 670? um das Regiedebüt von Fernanda Valadez bei einem Spielfilm. Gemeinsam mit Astrid Rondero schrieb sie auch das Drehbuch.
Mercedes Hernández spielt in der Hauptrolle Magdalena, Juan Jesús Varela ihren Sohn Jesús.
Die Filmmusik komponierte Clarice Jensen. Ende Oktober 2021 veröffentlichte FatCat Records eine EP mit vier Musikstücken als Download.
Eine erste Vorstellung des Films erfolgte am 25. Januar 2020 beim Sundance Film Festival. Ende September 2020 wurde er beim Zurich Film Festival gezeigt. Am 31. Dezember 2021 sollte der Film in Deutschland auf DVD veröffentlicht werden und soll am 10. Februar 2022 in die Kinos kommen.

## Rezeption

### Kritiken
Der Film konnte bislang 99 Prozent aller Kritiker bei Rotten Tomatoes überzeugen und erhielt hierbei eine durchschnittliche Bewertung von 8,2 der möglichen 10 Punkte. Auf Metacritic erhielt er einen Metascore von 85 von 100 möglichen Punkten.
Gaby Sikorski, Filmkorrespondentin der Gilde deutscher Filmkunsttheater schreibt, Fernanda Valadez legt ihren Film formal als Road Movie an, in dem sie von Station zu Station die Spannung steigere, die in einer schockierenden Auflösung gipfelt. Sikorski hebt die geniale Kamerafrau Claudia Becerril Bulos hervor, die viel mit Bokeh, gezielt gesetzten Unschärfen, und mit ungewohnten Kameraperspektiven arbeitete. Valadez verwende zudem viele Symbole, nach Luft schnappende Fische oder eine Operation am Auge, die für Hoffnung und Resignation stünden, und zwischen diesen beiden Extremen bewege sich der Film, der in grandioser Bildsprache vom Elend eines ganzen Landes erzählt, von Opfern, die zu Tätern werden. Mittendrin befinde sich Magdalena, die von Mercedes Hernández grandios gespielt werde.

### Auszeichnungen (Auswahl)
Gotham Awards 2021
- Auszeichnung als Bester internationaler Spielfilm (Fernanda Valadez und Astrid Rondero)
- Nominierung für den Publikumspreis (Fernanda Valadez und Astrid Rondero)[9]

Premio Ariel 2021
- Auszeichnung als Bester Film
- Auszeichnung für die Beste Regie (Fernanda Valadez)
- Auszeichnung für den Besten Filmschnitt (Fernanda Valadez, Astrid Rondero und Susan Korda)
- Auszeichnung für das Beste Originaldrehbuch (Fernanda Valadez und Astrid Rondero)
- Auszeichnung als Bester Debütfilm (Fernanda Valadez)
- Auszeichnung für die Beste Kamera (Claudia Becerril Bulos)
- Auszeichnung für die Besten visuellen Effekte
- Auszeichnung als Beste Schauspielerin (Mercedes Hernández)
- Auszeichnung als Bester Nebendarsteller (David Illescas)
- Nominierung in der Kategorie Art Direction (Dalia Reyes)
- Nominierung für das Beste Make-up (Neftali Zamora Ortiz und Tania Guzman)
- Nominierung für die Beste Filmmusik (Clarice Jensen)
- Nominierung für den Besten Sound
- Nominierung für die Besten Spezialeffekte
- Nominierung als Bester Nachwuchsschauspieler (Juan Jesús Varela)
- Nominierung als Beste Nachwuchsschauspielerin (Ana Laura Rodríguez)[10][11]

Sundance Film Festival 2020
- Nominierung im World Cinema Dramatic Competition (Fernanda Valadez)
- Auszeichnung mit dem Publikumspreis World Cinema – Dramatic (Fernanda Valadez)
- Auszeichnung für das Beste Drehbuch mit dem World Cinema Dramatic Special Jury Award (Fernanda Valadez und Astrid Rondero)

Zurich Film Festival 2020
- Auszeichnung als Bester internationaler Spielfilm mit dem Goldenen Auge